# Hawthorne, Florida
Hawthorne är en ort i Alachua County i den amerikanska delstaten Florida. Hawthorne grundades officiellt 1881 och fick sitt namn efter en lokal markägare James H. Hawthorne.

## Kända personer från Hawthorne
- James B. Edwards, politiker